# Wittersheim
Pour la commune du canton de Benfeld, voir Witternheim. Pour la commune chef-lieu du canton de Wittenheim, voir Wittenheim.
Pour l’article homonyme, voir Wittersheim (Sarre).
Wittersheim (alsacien : Witterschè) est une commune française située dans la circonscription administrative du Bas-Rhin et, depuis le 1er janvier 2021, dans le territoire de la Collectivité européenne d'Alsace, en région Grand Est.
Cette commune se trouve dans la région historique et culturelle d'Alsace.

## Géographie

### Localisation
Village situé à quelques kilomètres au nord-ouest de Brumath.

### Communes limitrophes
| Huttendorf  | Niederaltdorf, Keffendorf | Berstheim  |
| Minversheim | Wittersheim               | Hochstett  |
| Gebolsheim  | Mommenheim                | Wahlenheim |

### Hydrographie
La commune est dans le bassin versant du Rhin au sein du bassin Rhin-Meuse. Elle est drainée par le ruisseau le Gebolsheimerbach, le ruisseau le Rissbach et le ruisseau le Duerrbachgraben,.

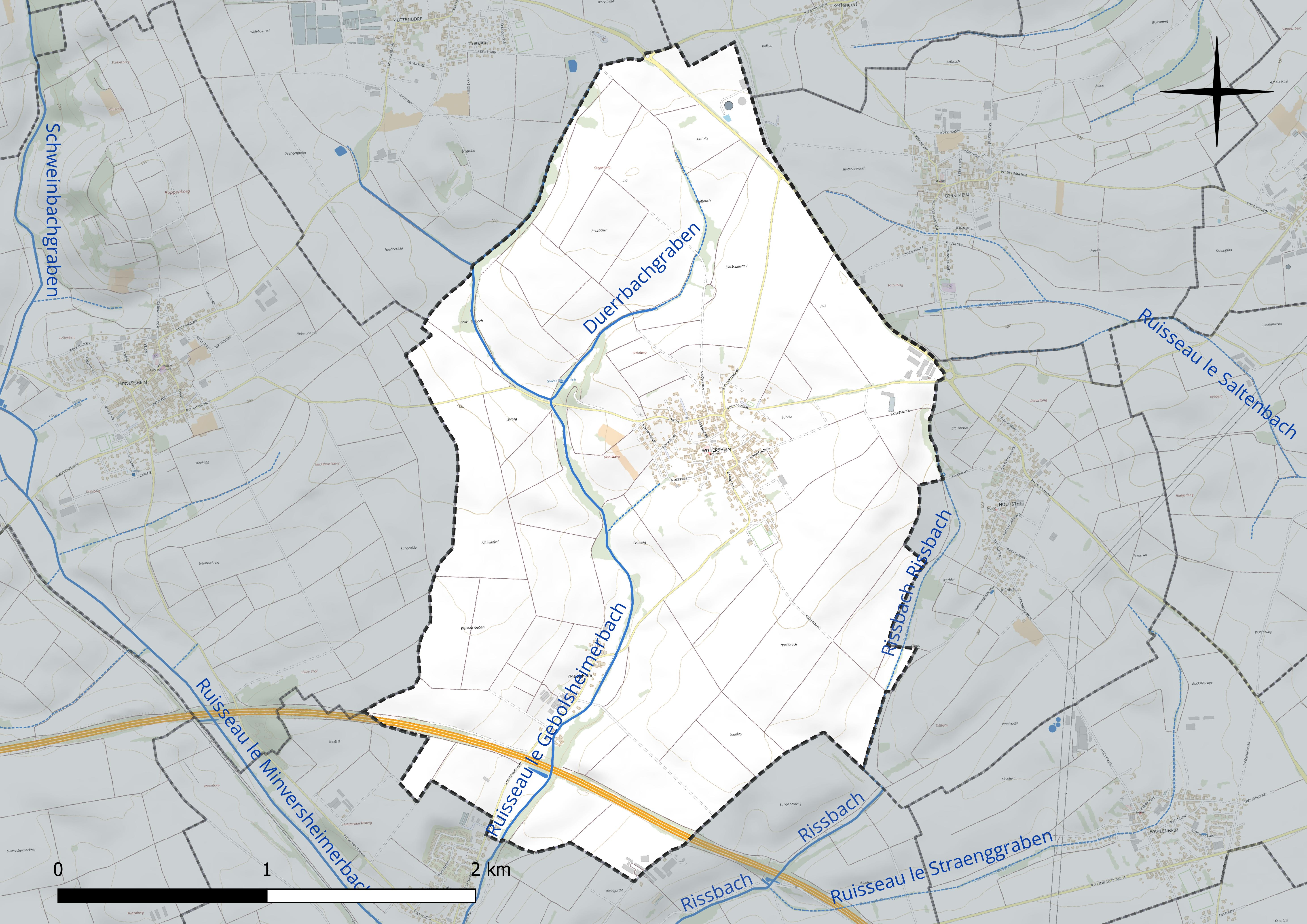
Réseau hydrographique de Wittersheim.

### Climat
Pour des articles plus généraux, voir Climat du Grand Est et Climat du Bas-Rhin.
En 2010, le climat de la commune est de type climat des marges montargnardes, selon une étude du Centre national de la recherche scientifique s'appuyant sur une série de données couvrant la période 1971-2000. En 2020, Météo-France publie une typologie des climats de la France métropolitaine dans laquelle la commune est exposée à un climat semi-continental et est dans la région climatique  Vosges, caractérisée par une pluviométrie très élevée (1 500 à 2 000 mm/an) en toutes saisons et un hiver rude (moins de 1 °C). 
Pour la période 1971-2000, la température annuelle moyenne est de 10,4 °C, avec une amplitude thermique annuelle de 17,8 °C. Le cumul annuel moyen de précipitations est de 729 mm, avec 9,6 jours de précipitations en janvier et 10,3 jours en juillet. Pour la période 1991-2020, la température moyenne annuelle observée sur la station météorologique de Météo-France la plus proche, « Waltenheim-sur-zorn », sur la commune de Waltenheim-sur-Zorn à 4 km à vol d'oiseau, est de 11,3 °C et le cumul annuel moyen de précipitations est de 652,2 mm. 
La température maximale relevée sur cette station est de 38 °C, atteinte le 7 août 2015 ; la température minimale est de −14,9 °C, atteinte le 20 décembre 2009,,. 
Les paramètres climatiques de la commune ont été estimés pour le milieu du siècle (2041-2070) selon différents scénarios d'émission de gaz à effet de serre à partir des nouvelles projections climatiques de référence DRIAS-2020. Ils sont consultables sur un site dédié publié par Météo-France en novembre 2022.

## Urbanisme

### Typologie
Au 1er janvier 2024, Wittersheim est catégorisée commune rurale à habitat dispersé, selon la nouvelle grille communale de densité à sept niveaux définie par l'Insee en 2022.
Elle est située hors unité urbaine. Par ailleurs la commune fait partie de l'aire d'attraction de Strasbourg (partie française), dont elle est une commune de la couronne,. Cette aire, qui regroupe 268 communes, est catégorisée dans les aires de 700 000 habitants ou plus (hors Paris),.

### Occupation des sols
L'occupation des sols de la commune, telle qu'elle ressort de la base de données européenne d’occupation biophysique des sols Corine Land Cover (CLC), est marquée par l'importance des territoires agricoles (94,7 % en 2018), en diminution par rapport à 1990 (95,8 %). La répartition détaillée en 2018 est la suivante : terres arables (94,7 %), zones urbanisées (5,3 %). L'évolution de l’occupation des sols de la commune et de ses infrastructures peut être observée sur les différentes représentations cartographiques du territoire : la carte de Cassini (XVIIIe siècle), la carte d'état-major (1820-1866) et les cartes ou photos aériennes de l'IGN pour la période actuelle (1950 à aujourd'hui).

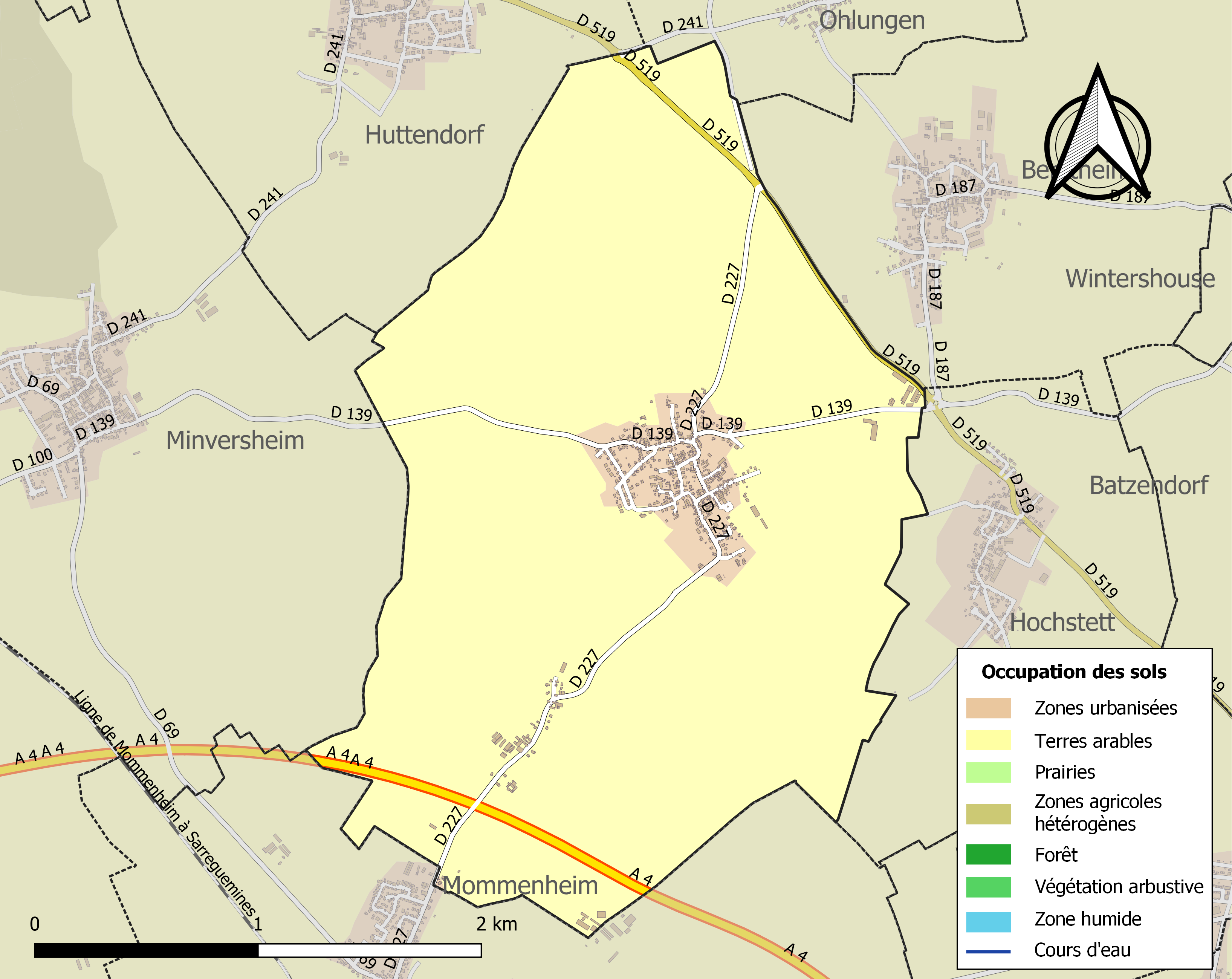
Carte des infrastructures et de l'occupation des sols de la commune en 2018 (CLC).

## Histoire
Cette localité a été occupée par l'armée française durant l'offensive de la Sarre en 1939.

## Politique et administration

### Liste des maires
| Période                                  | Période                   | Identité                                            | Étiquette | Qualité |
| ---------------------------------------- | ------------------------- | --------------------------------------------------- | --------- | ------- |
| Les données manquantes sont à compléter. |                           |                                                     |           |         |
| avant 1981                               | 1995                      | Antoine Kelhetter                                   |           |         |
| mars 1995                                | En cours (au 31 mai 2020) | Jean-Marc Steinmetz, Réélu pour le mandat 2020-2026 |           |         |

## Population et société

### Démographie
L'évolution du nombre d'habitants est connue à travers les recensements de la population effectués dans la commune depuis 1793. Pour les communes de moins de 10 000 habitants, une enquête de recensement portant sur toute la population est réalisée tous les cinq ans, les populations de référence des années intermédiaires étant quant à elles estimées par interpolation ou extrapolation. Pour la commune, le premier recensement exhaustif entrant dans le cadre du nouveau dispositif a été réalisé en 2007.

En 2022, la commune comptait 728 habitants, en évolution de +13,04 % par rapport à 2016 (Bas-Rhin : +3,17 %, France hors Mayotte : +2,11 %).
| 1793 | 1800 | 1806 | 1821 | 1831 | 1836 | 1841 | 1846 | 1851 |
| ---- | ---- | ---- | ---- | ---- | ---- | ---- | ---- | ---- |
| 519  | 603  | 584  | 666  | 747  | 815  | 742  | 743  | 732  |

| 1856 | 1861 | 1866 | 1871 | 1875 | 1880 | 1885 | 1890 | 1895 |
| ---- | ---- | ---- | ---- | ---- | ---- | ---- | ---- | ---- |
| 681  | 656  | 697  | 677  | 682  | 688  | 665  | 649  | 666  |

| 1900 | 1905 | 1910 | 1921 | 1926 | 1931 | 1936 | 1946 | 1954 |
| ---- | ---- | ---- | ---- | ---- | ---- | ---- | ---- | ---- |
| 646  | 631  | 576  | 468  | 479  | 444  | 447  | 479  | 440  |

| 1962 | 1968 | 1975 | 1982 | 1990 | 1999 | 2006 | 2007 | 2012 |
| ---- | ---- | ---- | ---- | ---- | ---- | ---- | ---- | ---- |
| 401  | 418  | 414  | 444  | 443  | 503  | 572  | 582  | 597  |

| 2017 | 2022 | - | - | - | - | - | - | - |
| ---- | ---- | - | - | - | - | - | - | - |
| 661  | 728  | - | - | - | - | - | - | - |

## Culture locale et patrimoine

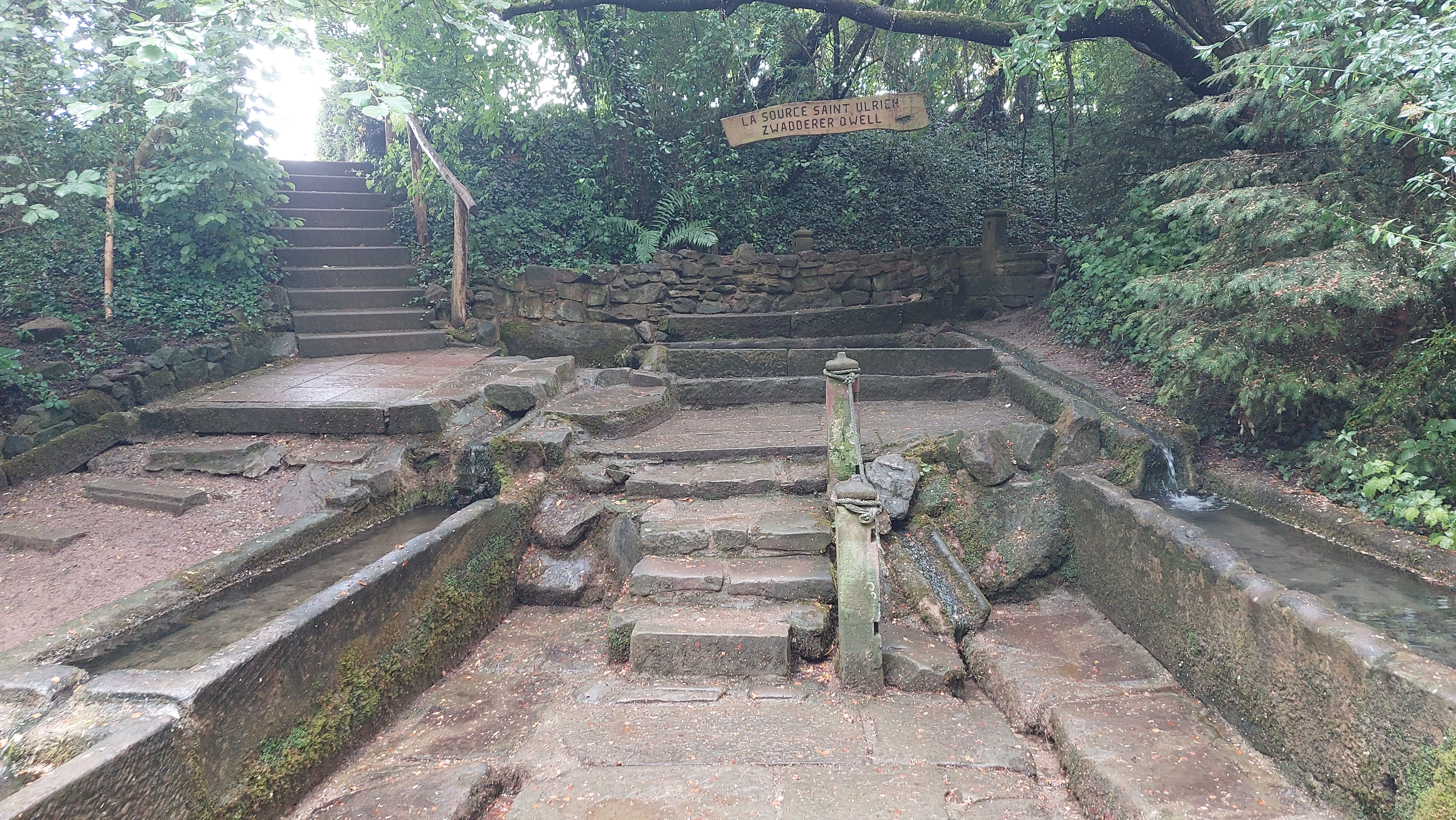
Fontaine-Source-Lavoir Saint Ulrich à Wittersheim.

### Lieux et monuments
- Église Saint-Ulrich[20].

tabernacle mural (IMH (1934)), custode gothique flamboyant (début XVIe siècle) ; pietà (XVe siècle) ; maître-autel (partie fin XVIIe siècle, autels latéraux et statues baroques XVIIIe siècle).
- Nombreuses fermes et maisons à colombages.
- Croix de chemin.
- Vers la commune de Minversheim, ancienne source thérapeutique dédiée à saint Ulrich[21],[22].

Dans le vallon du ruisseau appelé Duerrbachgraben où poussent des cépées de noisetiers, naît une source aux vertus thérapeutiques. Ses eaux étaient réputées contre les maladies cutanées, les maladies contagieuses et le traitement des scrofuleux. Cette source ne s'est jamais tarie.
Elle a un débit d'environ 100 l/min et une température constante entre 6 et 9 °C. Cette eau, au XIXe siècle probablement, fut captée dans un premier bassin et dirigée vers deux enfilades de bassins en grès servant de lavoir : la série de trois bassins étant réservée aux catholiques, la série de deux bassins aux juifs.
Ce lieu a été récemment aménagé en but de promenade et intégré au parcours de circuits pédestres. Une anecdote nous donne l'origine de son nom, Saint-Ulrich. Jadis la source coulait entre les bans des communes de Huttendorff et Wittenheim et une bataille juridique s'engagea pour en obtenir la propriété, procédure longue et sans résultat. C'est alors que le 4 juillet, jour de la Saint-Ulrich, la source changea subitement et définitivement de site, coulant nettement sur le territoire de Wittersheim. En remerciement, la commune la baptisa du nom du saint du jour, nom qui fut ensuite donné à l'église.

### Galerie

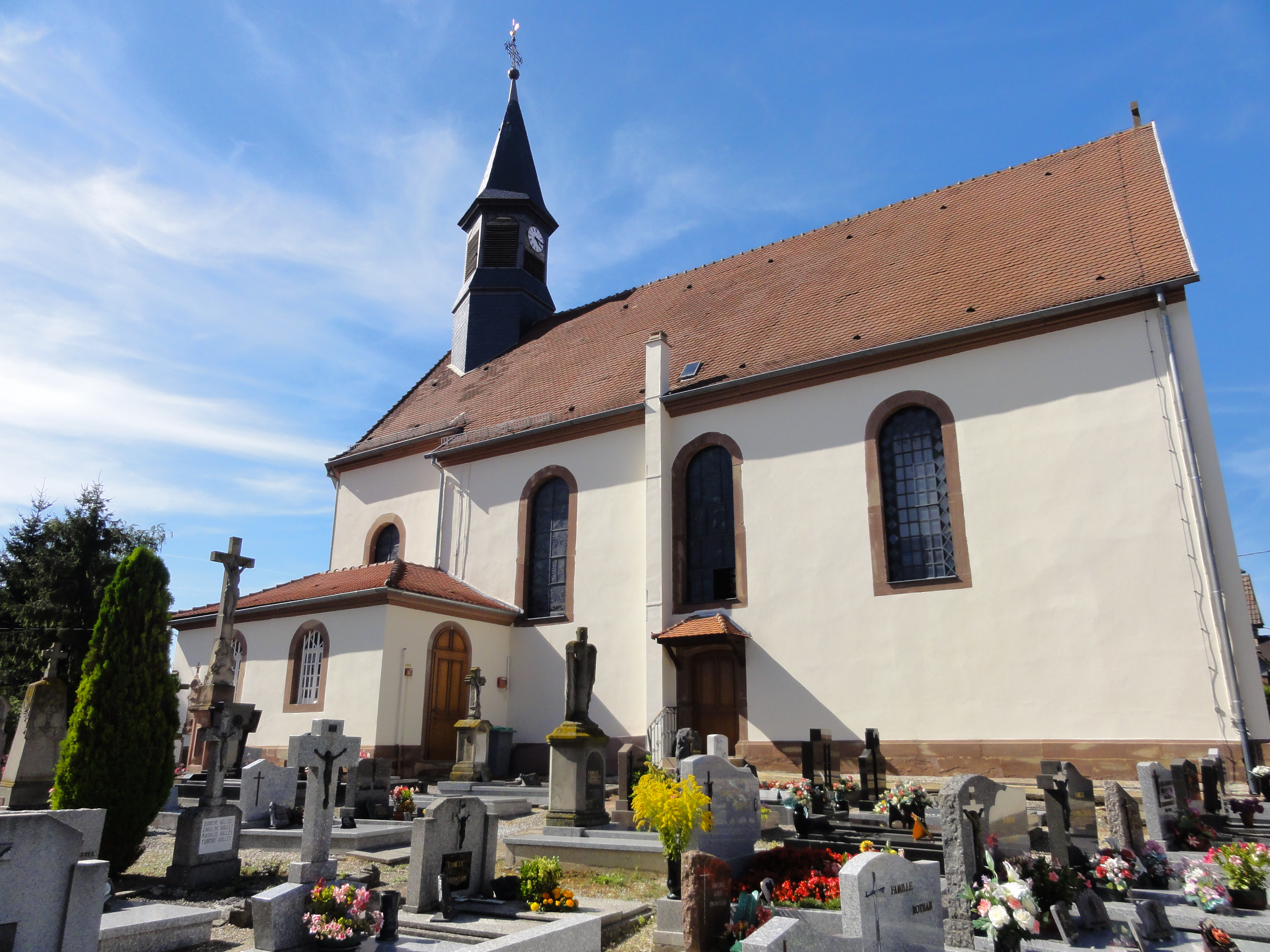
L'église Saint-Ulrich.
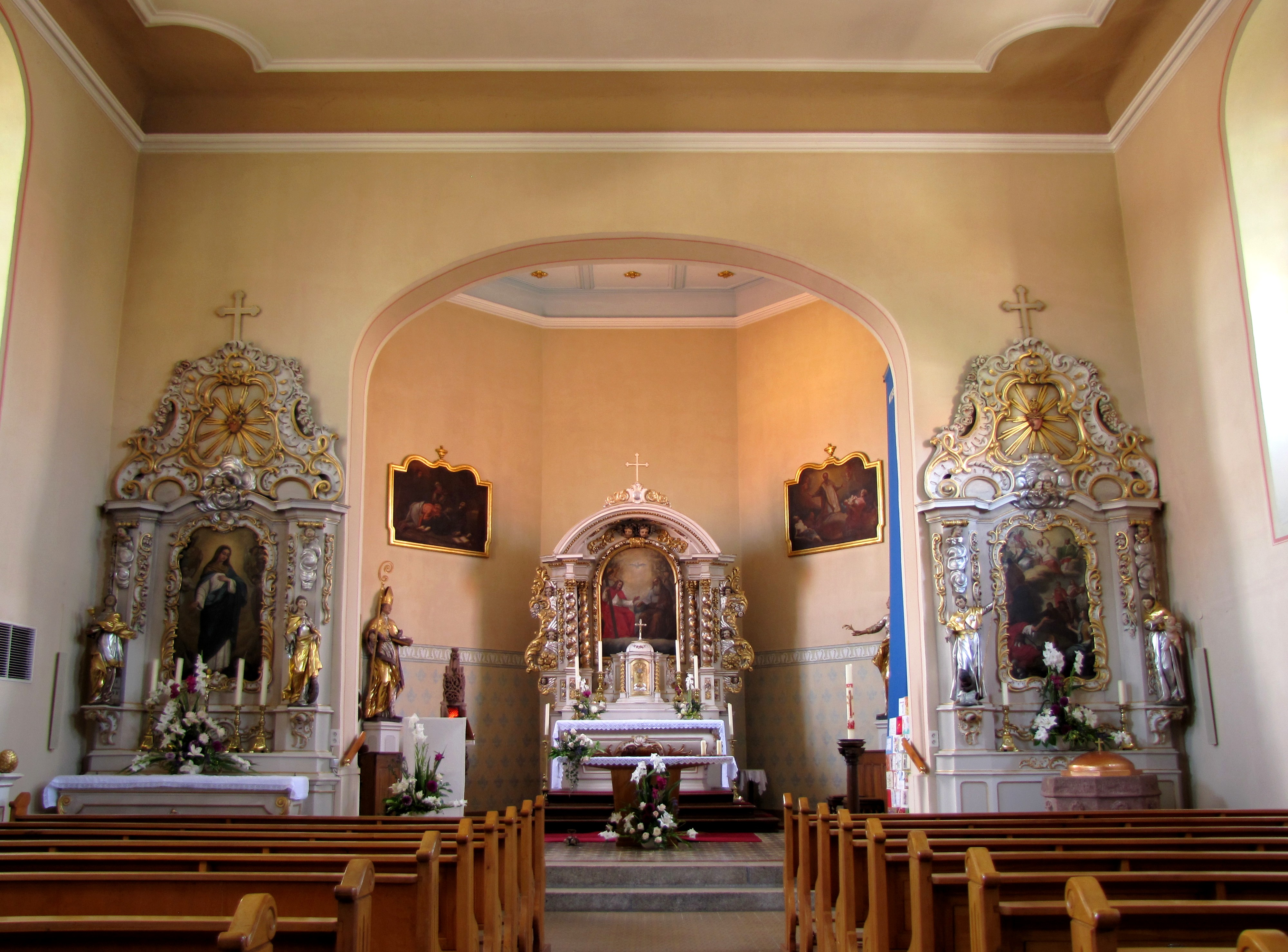
Vue intérieure de la nef vers le chœur et les autels.
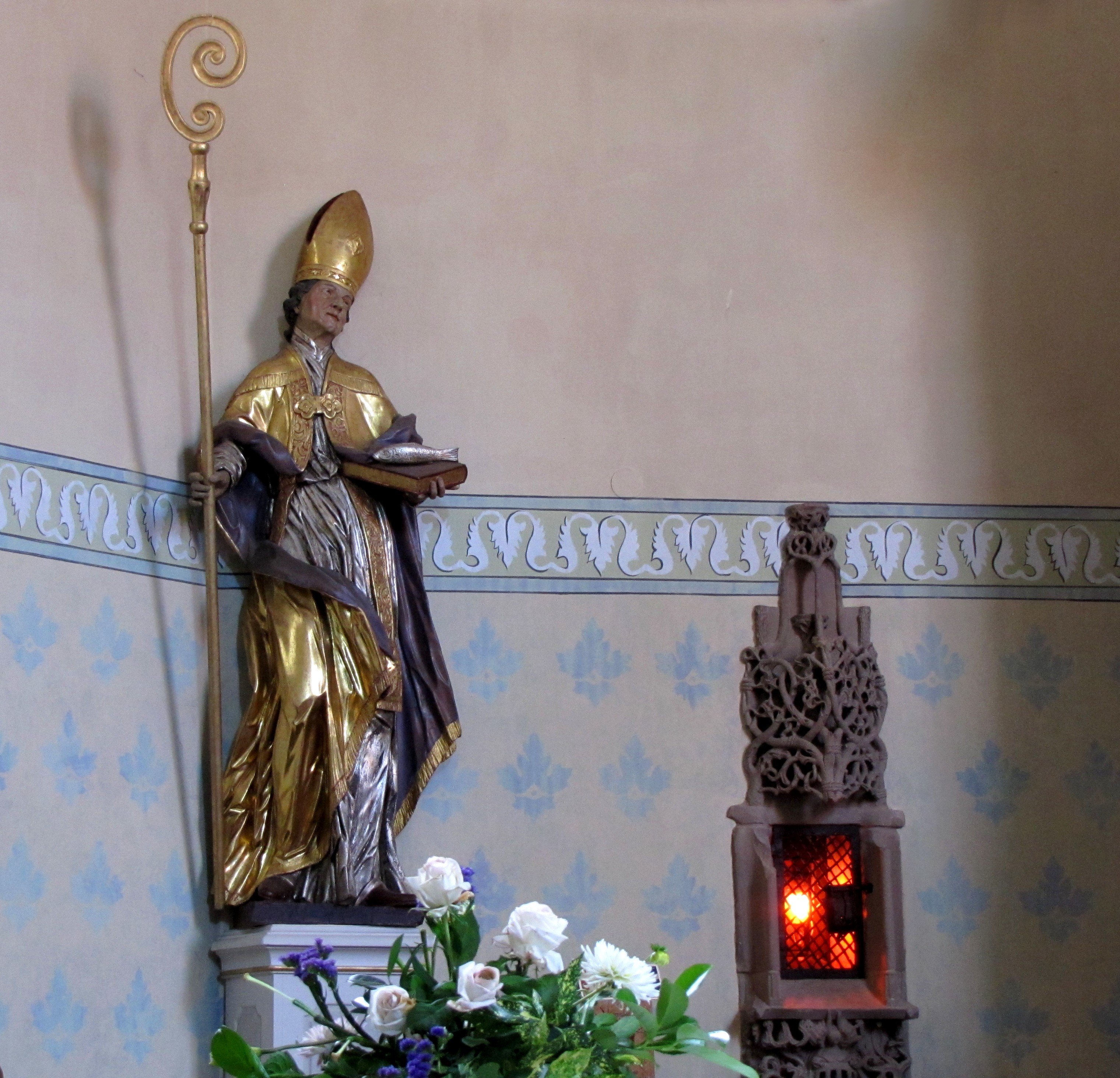
Statue de saint Ulrich d'Augsbourg (XVIIIe).
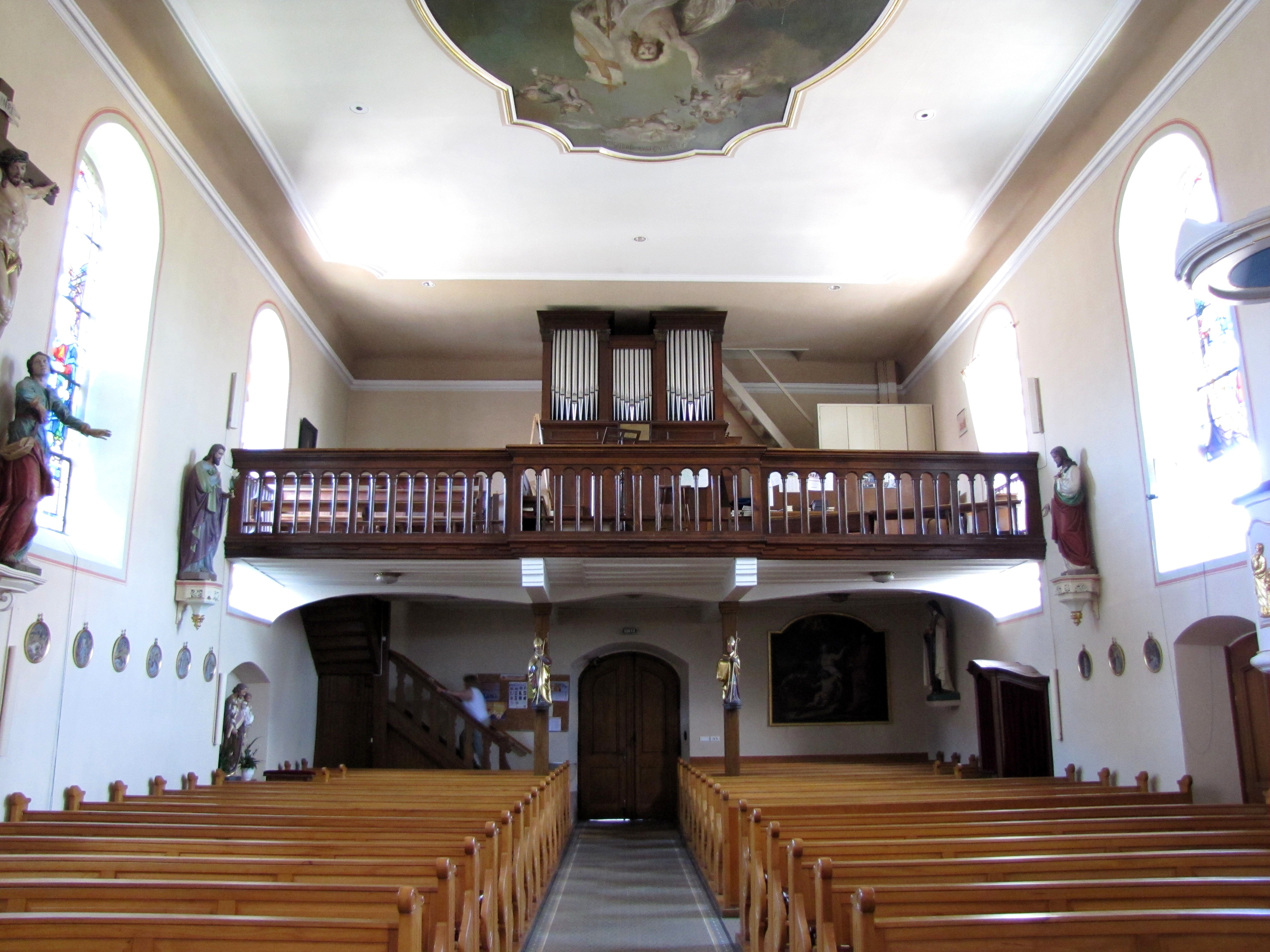
Vue intérieure de la nef vers la tribune de l'orgue Stiehr (1859).

### Héraldique
| Blason de Wittersheim | Blason  | Coupé : au premier parti au I d'or plain et au II de sable à l'étoile de six rais d'argent, au second d'azur au pal échiqueté d'argent et de sable de deux tires. |
| Blason de Wittersheim | Détails | |